# آفيغال عطاري

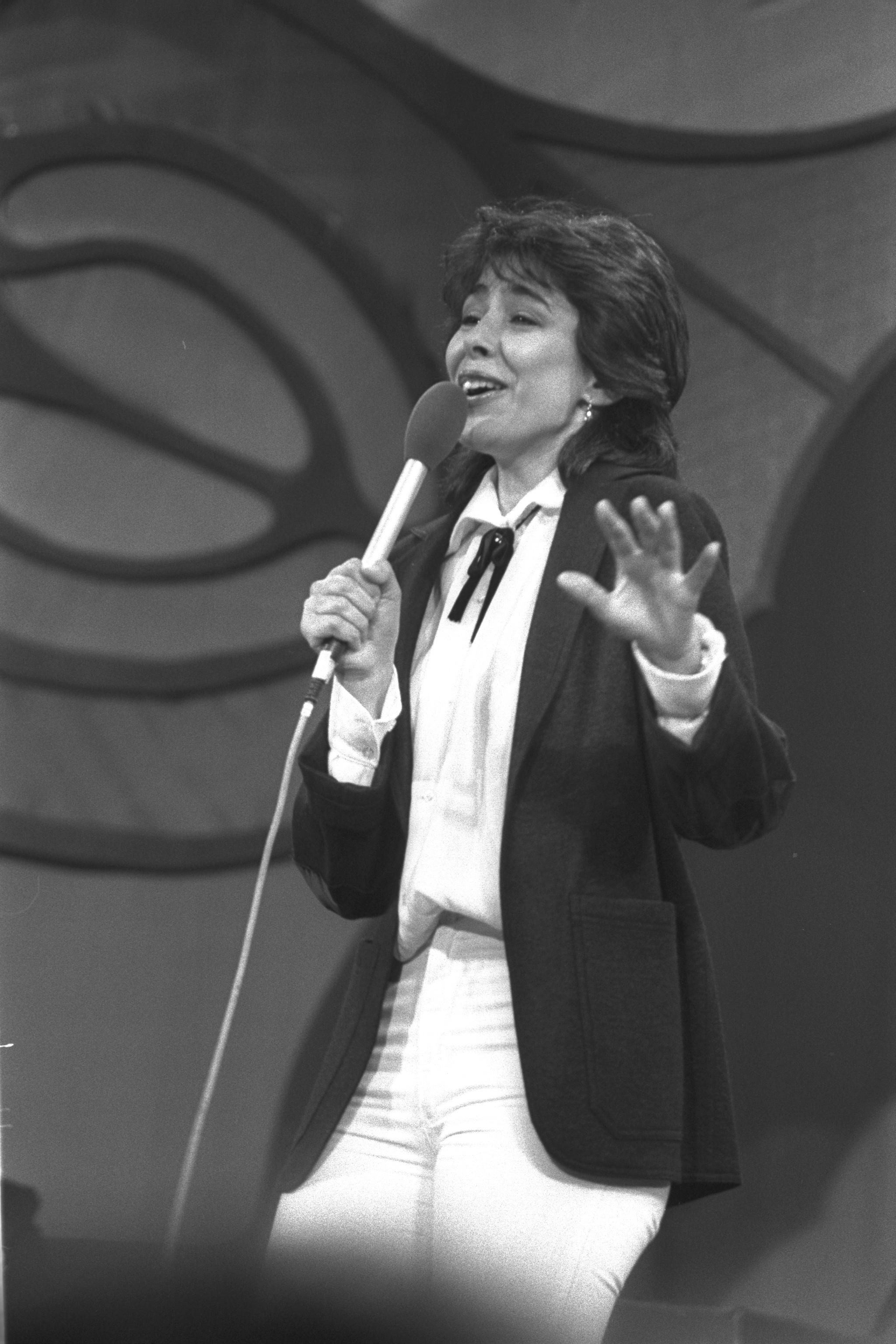
عطاري 1981

آفيغال عطاري (بالعبرية: גלי עטרי‏) (29 ديسمبر 1953) هي ممثلة ومغنية إسرائيلية. بدأت مسيرتها الغنائية في سن المراهقة خلال العقود الأربعة الماضية، مثلت إسرائيل في المسابقات الدولية وفازت مع هي وفرقتها «سمن وعسل» مسابقة يوروفيجن للأغاني عام 1979 وهو ماساعدها على النجاح في السينما الإسرائيلية. ولدت ولدت في منطقة شعريم اليمنية برحوفوت وهي شقيقة المذيعة والمغنية والممثلة يونا عطاري. هاجرت أسرتها من صنعاء باليمن في عام 1957، عندما كان عمرها 4 سنوات توفي والدها، وانتقلت وعائلتها إلى تل أبيب أصبحت عطاري مذيعة في راديو جيش الدفاع لكنها تخلت عن الفكرة وذهبت إلى نيويورك. تشارك عطاري في الفعاليات التي يقيمها اليهود اليمنيون في إسرائيل 

## روابط خارجية
- آفيغال عطاري على موقع IMDb (الإنجليزية)
- آفيغال عطاري على موقع ميوزك برينز (الإنجليزية)
- آفيغال عطاري على موقع أول موفي (الإنجليزية)
- آفيغال عطاري على موقع أول ميوزيك (الإنجليزية)
- آفيغال عطاري على موقع ديسكوغز (الإنجليزية)
- آفيغال عطاري على موقع قاعدة بيانات الفيلم (الإنجليزية)